# Ганн, Трей
Трей Ганн (англ. Trey Gunn; 13 декабря 1960, Техас, США) — американский бас-гитарист, бывший участник прог-рок-группы King Crimson (1994 — 2003), продолжает сольную карьеру. Играет, кроме всего прочего, на стике Чапмена и гитаре Уорра. Работал со многими музыкантами, в том числе с Робертом Фриппом, Дэвидом Силвианом, Верноном Рейдом, Джоном Полом Джонсом, Эриком Джонсоном, Майклом Бруком, Дэвидом Хайксом, Киммо Похьоненом, Инной Желанной и многими другими.

## Сольная дискография
- Food for Thought and (Other Vicious Circles)
- Playing with Borrowed Time
- The Magic If
- One Thousand Years (1993)
- The Third Star (1996)
- Raw Power (1999)
- The Joy of Molybdenum (2000)
- Live Encounter (2001)
- Untune The Sky(CD/DVD) (2003)
- Music for Pictures (2008)
- Modulator (2010)
- I'll Tell What I Saw (2010) (compilation)